# Puchar Białorusi w piłce nożnej (2011/2012)
Puchar Białorusi 2011/2012 - XXI rozgrywki piłkarskie na Białorusi, mające na celu wyłonienie zdobywcy krajowego Pucharu, który zakwalifikuje się tym samym do Ligi Europy UEFA sezonu 2012/13. Sezon trwa od 14 czerwca 2011 do 20 maja 2012.
W sezonie 2011/2012 rozgrywki te składały się z:
- I rundy,
- meczów 1/16 finału,
- meczów 1/8 finału,
- meczów 1/4 finału,
- meczów 1/2 finału,
- meczu finałowego.

## Drużyny
Do rozgrywek Pucharu przystąpiło 48 klubów Premier, Pierwszej i Drugiej Lihi oraz Zdobywcy Pucharów Regionalnych.
| Kluby Pierwszej Ligi: | Kluby Drugiej Ligi: | Kluby Trzeciej Ligi: | Zdobywcy pucharów regionalnych:                                                                |
| - BATE Borysów - Szachcior Soligorsk - FK Homel - Dynama Mińsk - Biełszyna Bobrujsk - Tarpieda-BiełAZ Żodzino - Naftan Nowopołock - Nioman Grodno - FK Mińsk - FK Brześć - Dniapro Mohylew - FK Witebsk | - Partyzan Mińsk - Skwicz Mińsk - FK DSK Homel - Hranit Mikaszewicze - FK Rudzieńsk - FK Baranowicze - FK Połock - Chimik Świetłohorsk - Sławija Mozyrz - Chwala Pińsk - FK Smorgonie - Dynama-Biełkard Grodno - Wiedrycz-97 Rzeczyca - FK Haradzieja - FK Słuck - FK Kleck | - Kamunalnik Słonim - FK Lida - Zabudowa Mołodeczno - Zwiazda-BDU Mińsk - FK Bereza - FK Homelzheldortrans - FK Osipowicze - FK Neman Mosty - FK Smolewicze-STI - FK Beltransgaz Słonim - FK Żłobin - FK Orsza - Wertikal Kalinkowicze - FK Livadiya Dzierżyńsk - Partyzan II Mińsk | - Energetik Nowołukoml - FK Kobrin - Nika Mińsk - Cementnik Krasnoselski - Zabudowa-2007 Czist |

## Wyniki

### I runda
Mecze rozegrano 14, 15 i 16 czerwca 2011.
| Zabudowa-2007 Czist    | 0:2 | FK DSK Homel           |  |
| FK Orsza               | 0:7 | Hranit Mikaszewicze    |  |
| Zwiazda-BDU Mińsk      | 1:2 | FK Rudzieńsk           |  |
| FK Smolewicze-STI      | 0:1 | FK Baranowicze         |  |
| Nika Mińsk             | 2:9 | FK Połock              |  |
| FK Żłobin              | 1:3 | Chimik Świetłohorsk    |  |
| FK Kobrin              | 2:9 | Chwala Pińsk           |  |
| Energetik Nowołukoml   | 0:6 | FK Smorgonie           |  |
| FK Bereza              | 0:1 | Dynama-Biełkard Grodno |  |
| FK Neman Mosty         | 0:4 | FK Słuck               |  |
| Kamunalnik Słonim      | 0:3 | FK Haradzieja          |  |
| Cementnik Krasnoselski | 0:4 | FK Kleck               |  |
| Wertikal Kalinkowicze  | 0:2 | Partyzan II Mińsk      |  |
| FK Osipowicze          | 1:5 | FK Lida                |  |
| FK Homelzheldortrans   | 6:0 | FK Livadiya Dzierżyńsk |  |
| FK Beltransgaz Słonim  | 3:1 | Zabudowa Mołodeczno    |  |

### 1/16 finału
Mecze rozegrano 29 czerwca, 22 lipca, 17 sierpnia i 6 września 2011.
| FK Haradzieja          | 0:7          | BATE Borysów            |                               |
| Chimik Świetłohorsk    | 0:6          | Szachcior Soligorsk     |                               |
| FK Połock              | 0:5          | FK Homel                |                               |
| FK Słuck               | 1:2          | Dynama Mińsk            | po dogrywce                   |
| FK Homelzheldortrans   | 1:5          | Biełszyna Bobrujsk      |                               |
| FK Rudzieńsk           | 2:1          | Tarpieda-BiełAZ Żodzino |                               |
| FK Beltransgaz Słonim  | 2:4          | Naftan Nowopołock       |                               |
| FK Smorgonie           | 0:2          | Nioman Grodno           |                               |
| Partyzan II Mińsk      | 2:4          | FK Mińsk                |                               |
| Hranit Mikaszewicze    | 0:3          | FK Brześć               |                               |
| FK Kleck               | 1:1 (k. 8:7) | Dniapro Mohylew         | po dogrywce i rzutach karnych |
| Dynama-Biełkard Grodno | 2:0          | FK Witebsk              | po dogrywce                   |
| FK Lida                | 3:2          | Sławija Mozyrz          |                               |
| FK DSK Homel           | 0:0 (k. 3:4) | Skwicz Mińsk            | po dogrywce i rzutach karnych |
| FK Baranowicze         | 2:3          | Partyzan Mińsk          |                               |
| Chwala Pińsk           | 1:3          | Wiedrycz-97 Rzeczyca    |                               |

### 1/8 finału
Mecze rozegrano 21 września i 13 listopada 2011.
| Dynama-Biełkard Grodno | 1:2          | Skwicz Mińsk       |                               |
| Naftan Nowopołock      | 2:1          | Partyzan Mińsk     |                               |
| Wiedrycz-97 Rzeczyca   | 1:2          | FK Lida            |                               |
| FK Rudzieńsk           | 1:3          | FK Kleck           |                               |
| Nioman Grodno          | 2:1          | Dynama Mińsk       |                               |
| Szachcior Soligorsk    | 0:0 (k. 4:5) | FK Homel           | po dogrywce i rzutach karnych |
| FK Brześć              | 3:1          | BATE Borysów       |                               |
| FK Mińsk               | 3:0          | Biełszyna Bobrujsk |                               |

### 1/4 finału
Mecze rozegrano 17 i 18 marca 2012.
| FK Lida       | 1:2 | Naftan Nowopołock |  |
| FK Brześć     | 1:2 | FK Homel          |  |
| Nioman Grodno | 6:0 | FK Kleck          |  |
| Skwicz Mińsk  | 2:3 | FK Mińsk          |  |

### 1/2 finału
Mecze rozegrano 25 kwietnia 2012.
| Naftan Nowopołock | 0:0 (k. 3:1) | FK Homel | po dogrywce i rzutach karnych |
| Nioman Grodno     | 0:2          | FK Mińsk |                               |

### Finał
| 20 maja 2012 11:30 | FK Mińsk · Wasiluk 52' · Kowiel 76' | 2:2 (k. 3:4) | Naftan Nowopołock · 27' Szkabara · 58' Cernycz | Stadion Dynama, Mińsk Widzów: 9800 Sędzia: Siergiej Cinkiewicz (Osipowicze) |
|                    |                                     |              |                                                |                                                                             |